# اوماجیروشی

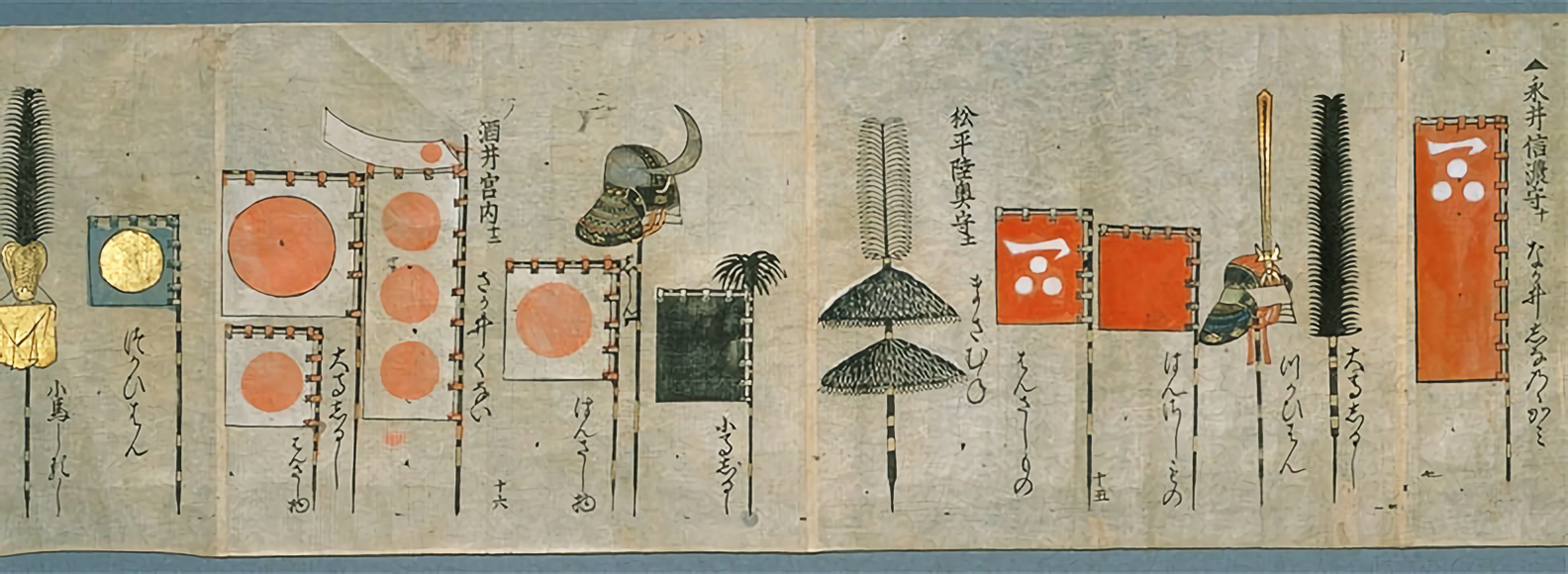
گستره‌ای از طرح‌های اوماجیروشی برگرفته از کتاب او اوماجیروشی نوشته شده در قرن ۱۵ میلادی

اوماجیروشی (به ژاپنی: 馬印) (به معنای لغوی نشان اسب) پرچم‌های بزرگی بودند که در ژاپن دوران فئودال برای مشخص کردن دایمیو یا فرمانده عالی‌رتبه در جنگ بکار می‌رفت. در دوره سن‌گوکو بکارگیری آن زیاد شد. با اینکه بیشتر آنها پرچم‌های ساده بزرگ بودند اما در میان آنها اشیاء بزرگ سه‌بعدی همچون بادبادک‌ها، ناقوس، چتر و کلاه‌خود هم دیده می‌شد.
با اینکه آنها اشکال متفاوتی داشتند اما همگی در دو شاخه قرار می‌گرفتند. اوماجیروشی به معنی پرچم بزرگ و کوماجیروشی به معنی پرچم کوچک. دایمیوهای کوچکتر تنها یکی و آن هم کوماجیروشی را داشتند و دایمیوهای بزرگتر و پولدارتر هر دو را داشتند. در سال ۱۶۴۵، شوگون‌سالاری توکوگاوا به این پرچم‌ها سر و سامان داد و به دایمیوهای دارای درآمد بالای ۱۳۰۰ کوکو (واحد پولی در ژاپن قدیم) اجازه داشتن کوماجیروشی و به دایمیوهای دارای درآمد بالای ۶۰۰۰ کوکو اجازه داشتن اوماجیروشی را داد.
اوماجیرو در نبرد باعث دلگرمی نیروهای خودی و سازماندهی آنها و در عین حال جلب توجه جنگجویان دشمن می‌شد. حمل‌کردن اوماجیروشی را می‌توان خطرناک‌ترین وظیفه در جنگ دانست. گاهی اوماجیروشی با چرم به کمربند حمل‌کننده متصل می‌شد و انواع بزرگ آن نیز به پشت جنگجو متصل می‌شد. جنگجو دارای طناب‌هایی بود که در هنگام دویدن یا در باد هم می‌توانست اوماجیروشی را محکمی بگیرد.
در ۱۶۵۰، راهبی با نام کویان کتابی با نام اوماجیروشی نوشت و در آن فهرستی از نشان‌شناسی زمان خود را کنجاند. در این کتاب نشان بیشتر خانواده‌های سامورایی جنگ‌های دوره سن‌گوکو را می‌توان یافت. این کتاب هنوز هم وجود دارد و یکی از مهمترین منابع نشان‌شناسی ژاپن درباره آن دوران است.